# Ranielli
Ranielli José Cechinato, plus communément appelé Ranielli, est un footballeur brésilien né le 19 décembre 1970. Il était milieu de terrain.